# ایستگاه راه‌آهن مشکاف
ایستگاه راه‌آهن مُشکاف (انگلیسی: Mushkaf railway station) یکی ایستگاه راه‌آهن در ناحیه کچهی بخش نصیرآباد در ایالت بلوچستان پاکستان است.
در تاریخ ۲۱ اسفند ۱۴۰۳، شبه‌نظامیان جدایی‌طلب «ارتش آزادی‌بخش بلوچستان» به قطار «جعفر اکسپرس» در این ایستگاه قطار حمله کرده و حدود ۲۱۴ مسافر را گروگان گرفتند. این گروه تهدید کرد در صورت عدم تحقق خواسته‌هایشان طی ۴۸ ساعت، گروگان‌ها را خواهند کشت و قطار را نابود خواهند کرد. نیروهای امنیتی پاکستان عملیات گسترده‌ای را برای نجات گروگان‌ها آغاز کرد و همه مهاجمان را کشت. با این حال، گزارش‌ها حاکی از کشته شدن تعدادی از گروگان‌ها توسط شبه‌نظامیان بود.